# إبراهيم أول
إبراهيم أول لاعب كرة قدم قطري من أصل سنغالي، ولد في (20 يوليو 1990) ، لعب سابقاً مع أندية الخور والريان في دوري نجوم قطر .
إعتزل عام 2015 بسبب مشاكل صحية .

## روابط خارجية
- إبراهيم أول على موقع قاعدة بيانات كرة القدم.إي يو (الإنجليزية)
- إبراهيم أول على موقع Soccerway.com (الإنجليزية)
- إبراهيم أول على موقع عالم كرة القدم.نت (الإنجليزية)